# دائرة بو مالن دادس
دائرة بو مالن دادس هي إحدى دوائر إقليم تنغير، التابع لجهة درعة تافيلالت، المملكة المغربية. تضم الدائرة 10 جماعات قروية، وبلغ عدد سكانها 110801 فرداً سنة 2004 حسب الإحصاء الرسمي للسكان والسكنى. يتبع للدائرة 33 مشيخة و270 دوار.

## التقسيمات الإداريّة
تعتبر دائرة بو مالن دادس إحدى الدوائر المشكّلة لإقليم تنغير، وهو التقسيم الإداري من المستوى الرابع المعتمد في المغرب. ينقسم إقليم تنغير إلى 22 جماعات قروية تختلف من حيث السكان والمساحة، والتي بدورها تنقسم إلى مشيخات تضم عدداً من الدواوير.